# 社会安全研究所
株式会社社会安全研究所（しゃかいあんぜんけんきゅうしょ）は、日本の都市計画コンサルタント、防災対策専門のシンクタンク。

## 概要
元防災都市計画研究所代表取締役の木村拓郎らが中心となり、1997年に同社を設立。内閣府や国土交通省など国の地震、風水害、火山関連業務や原子力災害分野では政府の専門委員会の有識者委員ほか、東北地方の市町村から広域避難計画を受託するなど、主に行政分野での業務を手掛ける。また、東日本大震災で多数の児童が津波の犠牲となった宮城県石巻市立大川小学校の大川小学校事故検証委員会では事務局を務め、その検証記録を公開している。

## 主な出身者
- 木村拓郎　前代表取締役所長、博士（工学）、一般社団法人減災・復興支援機構、日本災害復興学会副会長ほか。
- 首藤由紀　代表取締役所長、原子力安全委員会専門委員、文部科学省宇宙開発委員会特別委員（安全部会）ほか。
- 若林直子  元主任研究員、博士(工学) 、専門社会調査士。現株式会社生活環境工房あくと元代表取締役、特別研究員、東京工業大学非常勤講師ほか。
- 八木絵香 博士（工学）、大阪大学コミュニケーションデザイン・デザインセンター特任講師、同特任准教授、同准教授。